# Debbie Friedman
Deborah Lynn „Debbie“ Friedman (* 23. Februar 1951 in Utica, New York; † 9. Januar 2011 in Mission Viejo, Kalifornien) war eine Singer-Songwriterin und Interpretin jüdischer Liturgie.

## Leben
Friedman spielte Gitarre und sang auf Hebräisch und Englisch. Sie ist vor allem für ihre Fassung des Gebets Mi Shebeirach bekannt. Die Musik von Debbie Friedman hatte Einfluss auf die Liturgie von Reform-, konservativen Gemeinden, aber auch auf orthodoxe. Friedman war Feministin.

## Diskographie
- Songs of the Spirit – The Debbie Friedman Anthology
- Light These Lights
- Debbie Friedman Live at the Del
- The Water in the Well
- The Alef Bet
- Debbie Friedman at Carnegie Hall
- The World of Your Dreams
- And You Shall Be a Blessing
- Ani Ma-Amin
- Not by Might Not by Power
- Sing Unto God
- One People
- As You Go On Your Way: Shacharit – The Morning Prayers
- It’s You
- Shalom Aleichem